# Richard Colman
Richard Andrew Colman OAM (nascido em 28 de novembro de 1984, Stavanger, na Noruega) é um atleta paralímpico australiano, que compete principalmente em provas de velocidade da categoria T53. Nasceu com espinha bífida. Já representou a Austrália em quatro edições dos Jogos Paralímpicos, de 2004 a 2016.

## Paralimpíadas

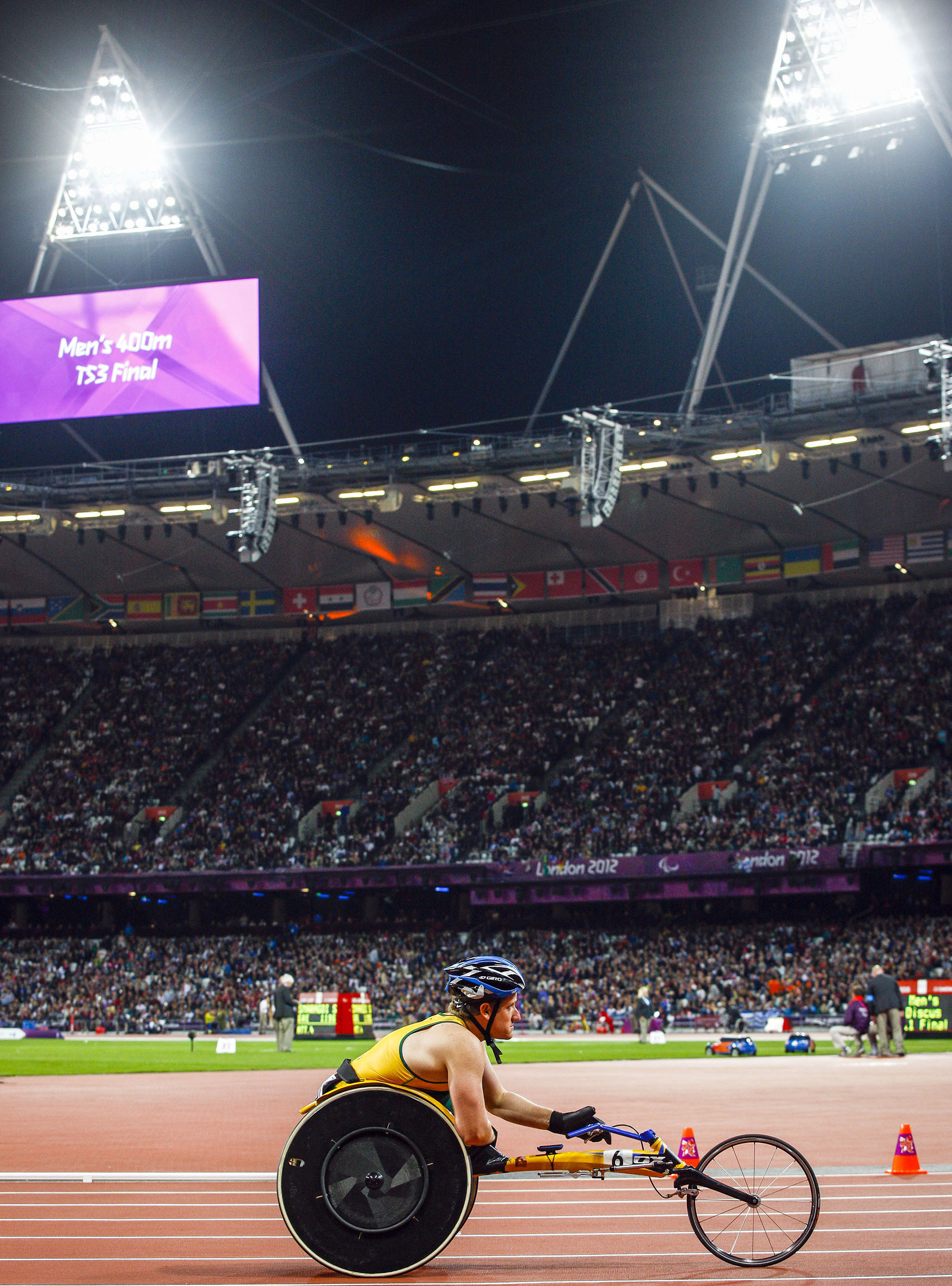
Colman disputando os Jogos Paralímpicos de Londres, em 2012

Colman disputou os Jogos Paralímpicos de Verão de 2004, onde conquistou uma medalha de ouro na prova masculina dos 800 metros da categoria T53, pelo qual recebeu a medalha da Ordem da Austrália, uma medalha de prata na prova masculina do revezamento 4 x 100 metros rasos – T53–54, saiu na primeira rodada dos 100 metros masculino – T53, terminou em sétimo lugar na prova masculina dos 200 metros da categoria T53, em sexto na prova masculina dos 400 metros – T53, saiu na primeira rodada da prova masculina do revezamento 4 x 400 metros rasos – T53–54.
Quatro anos depois, em 2008, competiu nos Jogos Paralímpicos de Pequim, onde conquistou a medalha de prata na prova masculina dos 200 metros da categoria T53, a medalha de bronze na prova masculina dos 400 metros – T53, foi desclassificado na prova masculina do revezamento 4 x 100 metros rasos – T53–54 e terminou em quarto lugar na prova masculina dos 800 metros da categoria T53.
Nos Jogos Paralímpicos de Londres, em 2012, obteve a medalha de ouro na prova masculina dos 800 metros da categoria T53, e conquistou duas medalhas nas provas masculinas dos 400 metros – T53 e do revezamento 4 × 400 metros rasos, das categorias T53 e T54; também ficou em sétimo lugar na prova masculina dos 200 metros da categoria T53.
Passando-se quatro anos, em 2016, Colman defendeu as cores da Austrália disputando os Jogos Paralímpicos do Rio de Janeiro, no Brasil, e terminou classificado em décimo segundo lugar nas eliminatórias masculinas dos 400 metros da categoria T53 e em oitavo lugar nas eliminatórias masculinas dos 800 metros da categoria T53 e não avançou às finais.

## Jogos da Commonwealth
Colm conquistou a medalha de prata nos 1 500 metros da categoria T54 nos Jogos da Commonwealth de 2010, realizados em Délhi, na Índia, e ficou em quarto lugar na mesma prova na edição de 2014.

## Campeonato Mundial de Atletismo Paralímpico
Colman disputou quatro edições do Campeonato Mundial de Atletismo Paralímpico. Em 2002, obteve a medalha de bronze nos 400 metros masculino T53. Em 2006, conquista a medalha de bronze nos 800 metros da categoria T53. No Campeonato de 2011, obteve a medalha de ouro na prova masculina dos 800 metros T53 e a medalha de prata nos 400 metros masculino T53. No Campeonato de 2013, realizado em Lyon, na França, conquista as medalhas de ouro nas provas masculinas dos 800 metros e dos 1 500 metros T53. Foi escolhido para competir no Campeonato de 2015, em Doha, mas retirou-se da competição.